# Esclarmonde de Foix (dame de L'Isle-Jourdain)
Pour les articles homonymes, voir Esclarmonde de Foix.
Esclarmonde de Foix, née après 1151 et morte en 1215, surnommée la grande Esclarmonde, est une femme cathare, figure centrale du catharisme en Languedoc.

## Famille
Elle est la fille de Roger-Bernard Ier, comte de Foix et de Cécile, fille de Raimond Ier Trencavel, vicomte de Carcassonne, de Béziers et d’Albi. Elle est ainsi la sœur du comte Raymond-Roger de Foix.
En 1175, elle épouse Jourdain de L'Isle-Jourdain seigneur de L'Isle-Jourdain. De leur union naissent six enfants :
- Bernard, l'aîné, héritier de la seigneurie ;
- Escaronia, épouse de Ratier de Caussade ;
- Obica (parfois francisé en Olive), épouse de Pelfort de Rabastens ;
- Jordan ;
- Othon Bernard ;
- Philippa.

## Vie spirituelle
Veuve en octobre 1200, elle se tourne à partir de cette époque vers l'Église cathare. Dès 1204, elle reçoit le consolament en vue de devenir parfaite, des mains de l'évêque Guilhabert de Castres, à Fanjeaux, en même temps que trois autres femmes de la noblesse occitane, Aude de Fanjeaux, Fays de Durfort et Raymonde de Saint-Germain. Son frère, le comte de Foix, est présent à cette cérémonie.
Dès lors, elle n'a de cesse de mener un fervent prosélytisme en faveur du catharisme,. Elle s'établit à Pamiers, sur les terres de son frère, ville où elle prend part au colloque de 1207. Cette rencontre, qui faisait suite au « colloque de Montréal » de 1206, fut le dernier grand débat contradictoire entre les cathares et l'Église romaine, représentée par Dominique de Guzmán, futur Saint-Dominique et fondateur de l’ordre dominicain ainsi que par Diego, évêque d'Osma. Lors du colloque de Pamiers, le frère Étienne de la Miséricorde s'opposa à Esclarmonde en ces termes : « Madame, allez filer votre quenouille, il ne vous sied pas de parler en de telles réunions… ».
Son rôle est assez controversé :
- pour les catholiques, elle répandit l’hérésie en Ariège et contraignit les habitants à respecter les règles de vie cathare ;
- pour ceux qui lui sont plus favorables, son impulsion permit d'ouvrir de nombreux hospices, écoles et foyers où furent dispensés l'enseignement cathare (ce qui lui valut son surnom de grande Esclarmonde).

Une tradition qui s'appuie sur un remaniement de la Chanson de la croisade albigeoise lui attribue l'initiative de la reconstruction, avant la croisade, du château de Montségur qui lui aurait appartenu en propre.

## Prénom
Son nom en occitan Esclarmonda de Fois signifie clarté du monde. Sa biographie est parfois difficile à cerner car plusieurs femmes nobles de l'époque et de la région portent ce prénom rare, comme Esclarmonde de Péreille.

## Postérité
En 1911 est formé un comité pour l’érection d’un monument à la grande Esclarmonde. Une souscription publique est lancée qui reçoit le soutien de nombreuses personnalités. Mais l'Église catholique s'y oppose notamment par la voix de l'évêque de Pamiers, Martin-Jérôme Izart. C'est la Première Guerre mondiale qui met un terme au projet.
En sa mémoire, l'université de Winnipeg de Manitoba crée en 1978 une bourse d'études intitulée Esclarmonde de Foix Memorial Travel Scholarship.